# Jordan Greenway
Jordan Greenway, född 16 februari 1997, är en amerikansk professionell ishockeyforward som spelar för Buffalo Sabres i National Hockey League (NHL).
Han har tidigare spelat för Minnesota Wild i NHL; Iowa Wild i American Hockey League (AHL); Boston University Terriers i National Collegiate Athletic Association (NCAA) samt Team USA i United States Hockey League (USHL).
Greenway draftades av Minnesota Wild i andra rundan i 2015 års draft som 50:e spelare totalt.

## Statistik
| 2010–2011   | Shattuck St. Mary's Sabres U14 |             | 61  | 12 | 46 | 58  | 40  | —  | — | — | — | —  |
| 2011–2012   | Shattuck St. Mary's Sabres U14 |             | 60  | 52 | 74 | 126 | 92  | —  | — | — | — | —  |
|             | Shattuck St. Mary's Sabres U14 | HPHL        | 15  | 11 | 17 | 28  | 20  | —  | — | — | — | —  |
| 2012–2013   | Shattuck St. Mary's Sabres U16 |             | 46  | 23 | 39 | 62  | 96  | —  | — | — | — | —  |
|             | Shattuck St. Mary's Sabres U16 | HPHL        | 12  | 7  | 7  | 14  | 26  | —  | — | — | — | —  |
| 2013–2014   | Team USA                       | USHL        | 33  | 10 | 16 | 26  | 61  | —  | — | — | — | —  |
|             | U.S. National U17 Team         |             | 52  | 16 | 25 | 41  | 116 | —  | — | — | — | —  |
| 2014–2015   | Team USA                       | USHL        | 22  | 5  | 15 | 20  | 16  | —  | — | — | — | —  |
|             | U.S. National U18 Team         |             | 53  | 9  | 34 | 43  | 50  | —  | — | — | — | —  |
| 2015–2016   | Boston University Terriers     | NCAA        | 39  | 5  | 21 | 26  | 58  | —  | — | — | — | —  |
| 2016–2017   | Boston University Terriers     | NCAA        | 37  | 10 | 21 | 31  | 82  | —  | — | — | — | —  |
| 2017–2018   | Minnesota Wild                 | NHL         | 6   | 0  | 1  | 1   | 0   | 5  | 1 | 1 | 2 | 0  |
|             | Boston University Terriers     | NCAA        | 36  | 13 | 22 | 35  | 52  | —  | — | — | — | —  |
| 2018–2019   | Minnesota Wild                 | NHL         | 81  | 12 | 12 | 24  | 29  | —  | — | — | — | —  |
|             | Iowa Wild                      | AHL         | 5   | 3  | 3  | 6   | 0   | 11 | 0 | 5 | 5 | 16 |
| 2019–2020   | Minnesota Wild                 | NHL         | 67  | 8  | 20 | 28  | 54  | 4  | 0 | 0 | 0 | 8  |
| 2020–2021   | Minnesota Wild                 | NHL         | 56  | 6  | 26 | 32  | 49  | 7  | 1 | 2 | 3 | 2  |
| 2021–2022   | Minnesota Wild                 | NHL         | 62  | 10 | 17 | 27  | 69  | 6  | 1 | 1 | 2 | 6  |
| 2022–2023   | Minnesota Wild                 | NHL         | 45  | 2  | 5  | 7   | 26  | —  | — | — | — | —  |
|             | Buffalo Sabres                 | NHL         | 17  | 4  | 0  | 4   | 0   | —  | — | — | — | —  |
| NHL totalt  | NHL totalt                     | NHL totalt  | 334 | 42 | 81 | 123 | 227 | 22 | 3 | 4 | 7 | 16 |
| NCAA totalt | NCAA totalt                    | NCAA totalt | 112 | 28 | 64 | 92  | 192 | —  | — | — | — | —  |
| USHL totalt | USHL totalt                    | USHL totalt | 55  | 15 | 31 | 46  | 77  | —  | — | — | — | —  |

### Internationellt
| Källa: Uppdaterad: 2018-03-28 | Källa: Uppdaterad: 2018-03-28 | Källa: Uppdaterad: 2018-03-28 |         | Utv = Utvisningsminuter | Utv = Utvisningsminuter | Utv = Utvisningsminuter | Utv = Utvisningsminuter | Utv = Utvisningsminuter |
| År                            | Lag                           | Mästerskap                    | Matcher | Mål                     | Assists                 | Poäng                   | Utv                     |                         |
| ----------------------------- | ----------------------------- | ----------------------------- | ------- | ----------------------- | ----------------------- | ----------------------- | ----------------------- | ----------------------- |
| 2015                          | USA                           | U18                           | 7       | 1                       | 6                       | 7                       | 4                       |                         |
| 2017                          | USA                           | JVM                           | 7       | 3                       | 5                       | 8                       | 2                       |                         |
| 2017                          | USA                           | VM                            | 8       | 0                       | 0                       | 0                       | 0                       |                         |
| 2018                          | USA                           | OS                            | 5       | 1                       | 0                       | 1                       | 10                      |                         |
| Junior totalt                 | Junior totalt                 | Junior totalt                 | 14      | 4                       | 11                      | 15                      | 6                       |                         |
| Senior totalt                 | Senior totalt                 | Senior totalt                 | 13      | 1                       | 0                       | 1                       | 10                      |                         |